# Nora Jenčušová
Nora Jenčušová (* 14. April 2002 in Spišská Nová Ves) ist eine slowakische Radsportlerin, die im Straßen- und Bahnradsport aktiv ist.

## Karriere
Nachdem sie dreimal slowakische Junioren-Meisterin (zweimal Einzelzeitfahren, einmal Straßenrennen) geworden war und bei den Straßenradsport-Europameisterschaften 2020 in der französischen Gemeinde Plouay im Einzelzeitfahren der Juniorinnen den achten Platz belegt hatte, wurde Nora Jenčušová vom italienischen Women’s Team BePink für die Saison 2021 verpflichtet. In jener Saison gewann sie im Einzelzeitfahren ihren ersten slowakischen Meistertitel.
In der darauffolgenden Saison konnte Jenčušová bei der zweiten Etappe der Vuelta a Burgos Feminas durch ihren fünften Platz erstmals UCI-Punkte außerhalb der slowakischen Meisterschaften sammeln. Danach gewann sie die slowakischen Meistertitel im Einzelzeitfahren und im Straßenrennen und durfte in der Folge für die Slowakei im Erwachsenenbereich an den Straßenradsport-Weltmeisterschaften 2022 im australischen Wollongong teilnehmen. Sie startete dort sowohl im Einzelzeitfahren als auch im Straßenrennen. Während sie beim letztgenannten das Rennen nicht beendete, belegte sie im Einzelzeitfahren den 35. Platz.
2023 gewann Jenčušová bei den separat ausgefahrenen Landesmeisterschaften für Elite und U23 jeweils das Double aus Straßenrennen und Einzelzeitfahren. Bei den Europameisterschaften verpasste sie mit dem vierten Rang im U23-Einzelzeitfahren nur knapp das Podium. 2024 gewann sie einen kompletten Medaillensatz bei den Studenten-Weltmeisterschaften mit Gold im Straßenrennen, Silber im Kriterium und Bronze im Einzelzeitfahren. Sie konnte zudem ihre Landesmeistertitel in der Elite verteidigen.
2024 wurde Jenčusová als Vertreterin der Slowakei bei den Olympischen Spielen nominiert, wo sie das Einzelzeitfahren und das Straßenrennen bestritt. Aufgrund ihrer Leistungen bei den Studenten-Weltmeisterschaften wurde sie am 28. November 2024 in Bratislava vom Slovenská asociácia univerzitného športu (deutsch: „Slowakischer Hochschulsport-Verband“) als Sportlerin des Jahres ausgezeichnet.

## Erfolge

### Straße
2019
- Slowakische Junioren-Meisterin – Straßenrennen, Einzelzeitfahren

2020
- Slowakische Junioren-Meisterin – Einzelzeitfahren

2021
- Slowakische Meisterin – Einzelzeitfahren

2022
- Slowakische Meisterin – Straßenrennen, Einzelzeitfahren

2023
- Regiónom Nitrianskeho Kraja
- Slowakische Meisterin – Einzelzeitfahren, Straßenrennen
- Slowakische U23-Meisterin – Einzelzeitfahren, Straßenrennen

2024
- Slowakische Meisterin – Einzelzeitfahren, Straßenrennen

### Bahn
2020
- Slowakische Junioren-Meisterin – Zeitfahren, Omnium, Punktefahren, Scratch, Einerverfolgung
- Junioren-Europameisterin – Scratch

2021
- Slowakische Meisterin – Madison (mit Alžbeta Bačíková)